# Cesteria

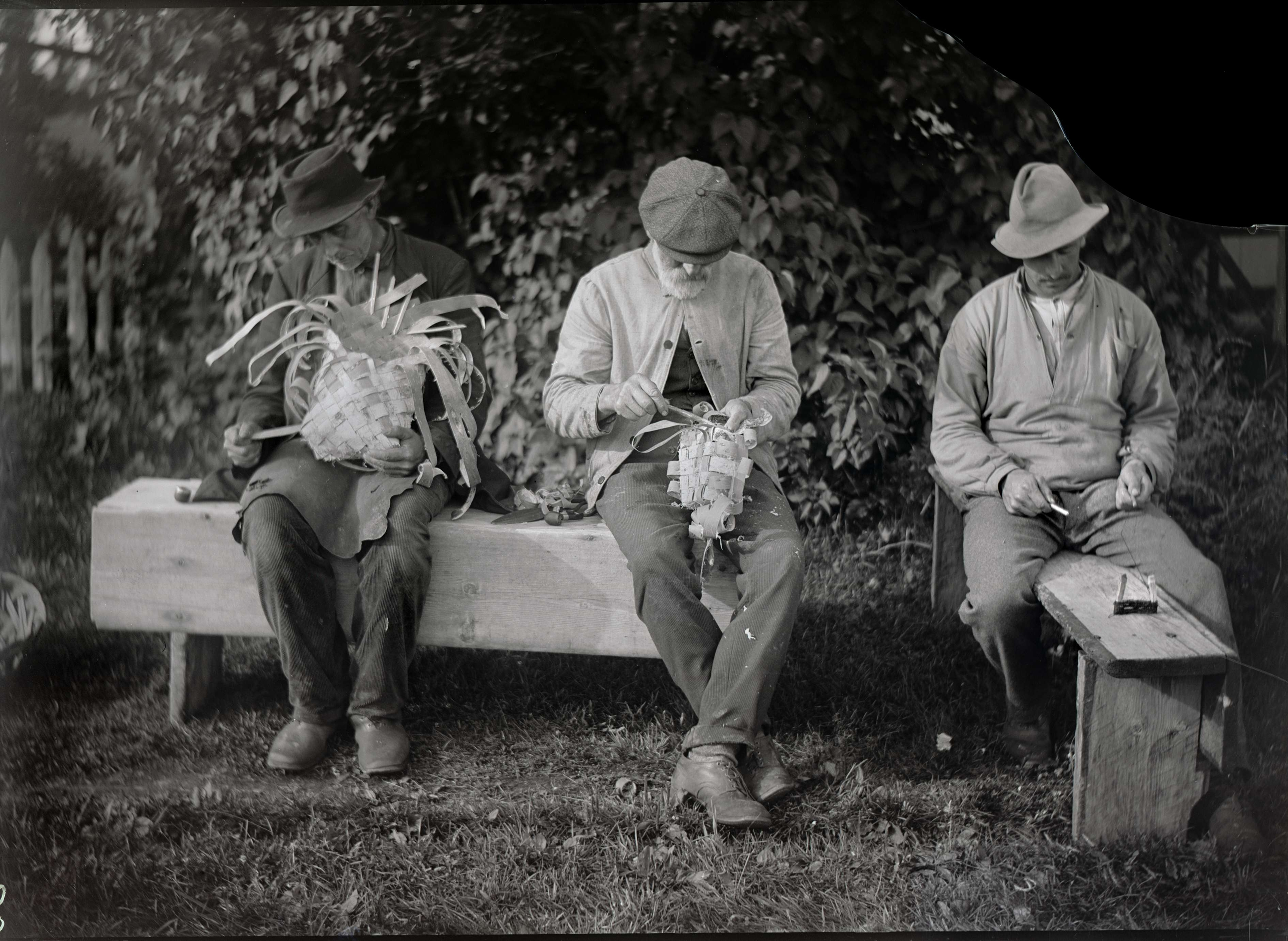
Fabbricazione di ceste

La cesteria è la produzione di cesti e altri oggetti di intreccio, tra le opere di artigianato una delle più antiche del mondo. Possiamo pensare infatti che l'uomo, da sempre, abbia avuto necessità di contenitori per introdurvi i frutti naturali che raccoglieva. Da ciò la necessità di intrecciare foglie, arbusti di qualsiasi genere per costruire un contenitore. 
I primi intrecci saranno stati sicuramente molto semplici, col tempo perfezionati fino ad arrivare gli intrecci molto complessi che possiamo trovare oggi in varie parti del mondo. L'arte dell'intreccio si è tramandata verbalmente da uomo a uomo. I cesti più antichi risultano quelli trovati nel sito archeologico delle Navi di Pisa a San Rossore, in quel luogo infatti si sono venute a creare le condizioni per la conservazione di manufatti così delicati che generalmente non resistono all'usura del tempo.
I cesti possono essere di ogni forma e dimensione in rapporto all'uso, vengono realizzati con tecniche e materiali diversi se usati come contenitore, come gabbia o imballaggio. Oltre ai cesti ogni contadino sapeva costruire tutto ci che gli serviva per la propria attività in campagna e nella vita di tutti i giorni, così nei musei della civiltà contadina, sparsi un po' in tutt'Italia, possiamo trovare intrecci di tutti i tipi ed in qualche caso davvero curiosi come graticci, ceste per le chiocce, portafiaschi, girelli e culle per neonati ed altri cesti dalle forme più strane, ma che avevano tutti una loro funzione specifica.

## Prodotti di cesteria

### Contenitori
- Cesto
- Paniere
- Cestino da pesca

### Per trasporto
- Gerla
- Cercine

### Strumenti di cucina
- Crivu
- Zaru
- Makisu
- Setacci

### Copricapi
- Cappello di paglia
- Cappello a cono di paglia
- Cappello di paglia di Firenze
- Cappello di Panamá
- Paglietta
- Sombrero
- Sombrero Vueltiao
- Tengai

### Imballaggi
Impagliatura di fiaschi e damigiane
vero

### Trappole
- Nassa

no vero

### Strumenti musicali e da gioco
- Caxixi
- Chistera nella jai alai (pelota basca)

## Materiali
In cesteria, si possono usare una grande varietà di materiali di provenienza vegetale, anche se oggi ve ne sono di realizzati con l'intreccio di filo metallico, fibre artificiali o stampati in materiali plastici. A seconda del tipo di pianta, possono essere utilizzati il gambo, i rami, la corteccia e le foglie.
A seconda dell'area geografica sono utilizzati differenti tipi di essenze vegetali, tipicamente quelle disponibili in loco.
Alcune delle piante che sono utilizzate in cesteria sono: 
- Ampelodesmos Mauritanicus (volg. stramma): si utilizza la foglia[1]
- Abete rosso: i rami sono ridotti facilmente in strisce per realizzare stuoie, armature di vagli e panieri[1] [2]
- Acero: in Friuli si utilizzano i rami per le tavolette di base delle gerle[2]
- Amorpha fruticosa: detta "gaggia" o "indaco bastardo"[1]
- Arundo donax (canna comune): il fusto senza le foglie è diviso a sezioni longitudinali [1][3]
- Asfodelo: utilizzato principalmente in Sardegna [4]
- Bambù: materiale di importo, è principalmente utilizzato in Giappone e in Cina[1]
- Bagolaro: i rami sono sfruttati per la loro flessibilità per i manici di frusta[2]
- Carex: usate per impagliare le classiche sedie contadine [5]
- Castagno: per via della sua resistenza, il legno è utilizzato per manici; se ridotto in strisce, può essere usato per l'intrecciatura di cestoni [2][3]
- Carrubo[1]
- Corniolo: utilizzato nelle Valli del Natisone per l'armatura delle gerle
- Falasco (cladium mariscus): erba palustre, è sfruttato per i suoi steli[4]
- Faggio: utilizzato per le tavolette delle gerle[2]
- Frassino: in Friuli, generalmente sono di frassino le tavolette di fondo delle gerle, i supporti rigidi di panieri e graticci, i manici.[2]
- Ginestra: i "fili" lunghi e sottili sono utilizzati per la chiusura del graticcio [1]
- Gelso[1]
- Giunco (Juncus effusus): sono utilizzati il giunco spinoso, il giunco di fiume e il giunco di fosso[1][3]
- Ligustro[1]
- Luppolo[1]
- Mirto[1]
- Melograno[1]
- Nocciolo: un tempo utilizzato per formare coperture di paglia e rivestimenti, si ricavano dal legname delle strisce di 1 cm[1][2][3]
- Noce: per via del legname pregiato, i rami sono utilizzati per il fondo delle gerle[1]
- Olivo: impiegato per tutte le parti del cesto, ha una flessibilità minore rispetto al salice[1]
- Olivastro silvatico: utilizzato particolarmente nel Sud Italia[1]
- Olmo: i ributti sono utilizzati anche freschi, poiché più legnosi rispetto a quelli di altre piante[1]
- Orniello (Fraxinus ornus): in Friuli, poiché i rami sono robusti e flessibili, esso viene utilizzato per svariati usi.[2]
- Palma nana (chamaerops humilis)[3]
- Palma da datteri (phoenix dactylifera)[3]
- Piantaggine minore[1]
- Pioppo[1]
- Pruno[1]
- Raphia: facente parte del genere delle palme, dalle sue foglie è derivato il materiale chiamato rafia[1]
- Rattan: midollino canna rampicante di cui viene utilizzato lo stelo (non autoctona)[1]
- Ruta (cysto phyllum sesslifoium)[1]
- Rovo (rubus ulmifolius)[1]
- Salice: in Italia sono usate le varietà Salix alba, Salix viminalis, Salix triandra, Salix daphnoides, Salix purpurea ed è la pianta più comune nell'ambito della cesteria[1][2][3][6]
- Sanguinello (Cornus Sanguinea): si utilizzano i rami poiché estremamente flessibili[2]
- Sorbo montano (Sorbus aria): per la loro durezza, sono utilizzati i rami[2]
- Sorbo degli uccellatori (Sorbus aucuparia) sono utilizzati i rami[2]
- Sparto steppico (Lygeum spartum)[1]
- Sparto (Stipa tenacissima): erba fibrosa, resistente e flessibile, molto utilizzata in Spagna per la realizzazione di moltissimi tipi di cesti sia resistenti che sottili e delicati[3]
- Tamerice[1]
- Typha (t. latifoglia e t. angustifolia): con le foglie di typha è possibile intrecciare numerosi tipi di strumenti, come stuoie, seggiole, cestini e cappelli. [3][7]
- Viburno[1]
- Vitalba [1]